# گرابوو (زاکسونی)-آنهالت
گرابوو (زاکسونی)-آنهالت (به آلمانی: Grabow) یک منطقهٔ مسکونی در آلمان است که در موکرن واقع شده‌است. گرابوو  ۷۱۵ نفر جمعیت دارد.